# تدمير بسارا
كان تدمير بسارا أو محرقة بسارا حدثًا دمر فيه العثمانيون السكان المدنيين لجزيرة بسارا اليونانية في 5 يوليو 1824. وفقًا لجورج فينلاي، كان مجموع سكان جزيرة بسارا قبل المذبحة حوالي 7000.